# 現代芭蕾舞

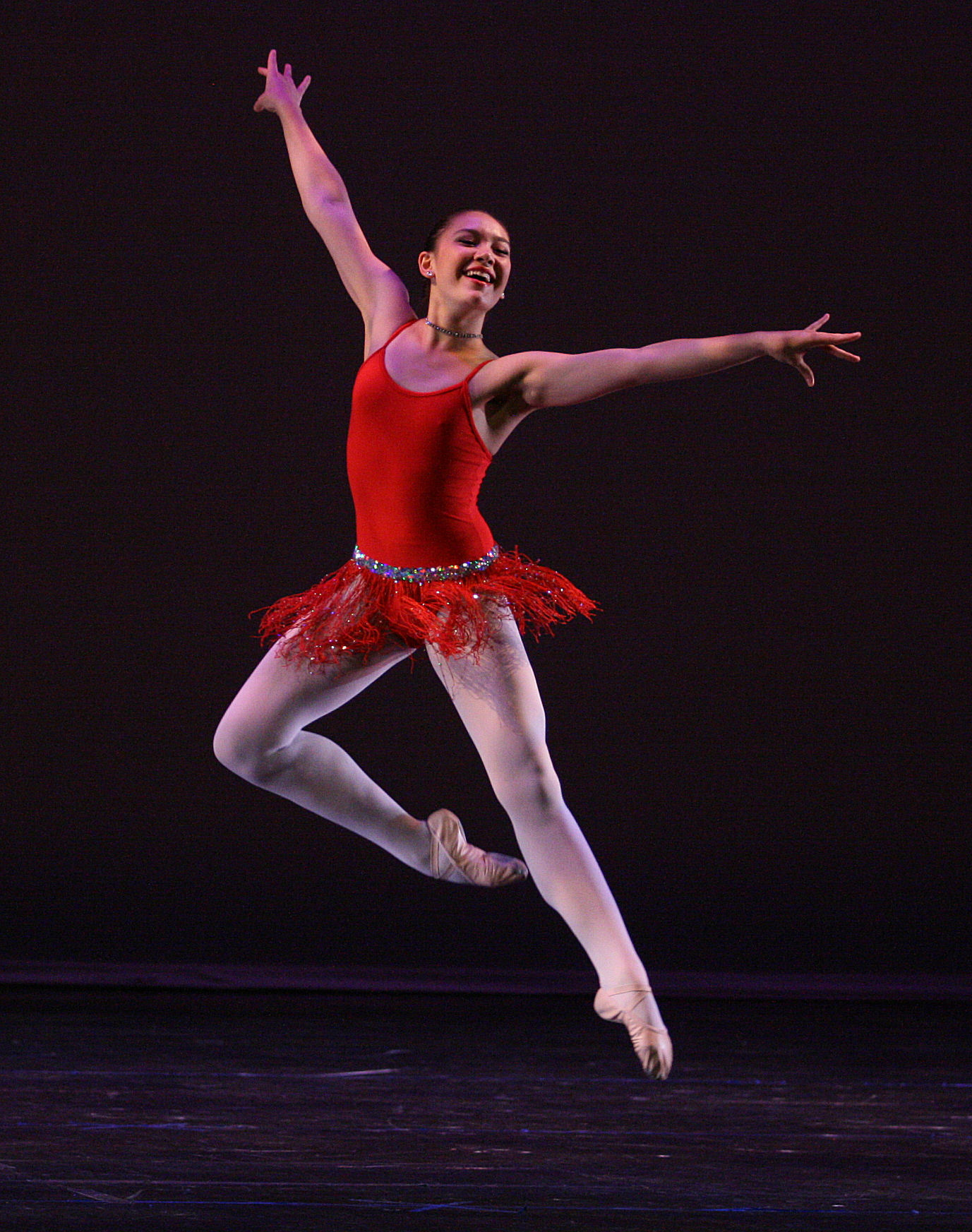
Daria L. 表演的現代芭蕾舞跳躍

现代芭蕾，为一种流行的舞蹈形式。

## 简介
现在的人们对古典芭蕾舞与现代芭蕾舞的认识一般都是以20世纪初发生的现代艺术潮流对芭蕾的影响为分界线的。在此之前的芭蕾都是遵循芭蕾原有的城市规范也风格特征，都认为是古典芭蕾。而现在产生的许多芭蕾作品，在选择题材上就和以往的芭蕾有一些区别，并且在形式上也进行了创新。再从其他类似的舞蹈种类当中吸取或者借鉴了舞蹈词语和表现手法，形成了区别古典芭蕾的风格，这就是现代芭蕾。比如中国的《红色娘子军》，描写的是中国30年代的故事，反映的是现代生活的舞剧，所以就标示为“现代芭蕾舞剧”。在古典芭蕾基础上发生较大变化的还有运用交响乐编舞的“交响芭蕾”代表作有《小夜曲》，《协奏曲》，主要吸收现代舞的编舞方法与技巧。